# Кучеренко Олександр Миколайович
Олекса́ндр Микола́йович Кучере́нко (1982—2014) — старший солдат Збройних сил України, учасник російсько-української війни.

## Життєпис
Народився 1982 року в селі Капустине, де й здобув середню освіту.
У часі війни мобілізований навесні 2014 року — старший механік центру зв'язку, 79-та окрема аеромобільна бригада. Загинув від вогнепальних поранень 24 липня під час проведення бойової операції.
Похований у Капустиному 29 липня 2014 року.
Вдома лишилися дружина і двоє дітей — 8 і 4 років.

## Нагороди та вшанування
- 8 вересня 2014 року — за особисту мужність і героїзм, виявлені у захисті державного суверенітету та територіальної цілісності України, вірність військовій присязі під час російсько-української війни, відзначений — нагороджений орденом «За мужність» III ступеня (посмертно).
- у грудні 2014 року в Капістинській ЗОШ відкрито меморіальну дошку Олександрові Кучеренку.